# Oswald Parent
Oswald Parent, né le 30 septembre 1925 à Hull et mort le 4 juillet 2011 à Ottawa, est un homme politique et comptable agréé québécois. Il est député à l'Assemblée nationale du Québec de 1956 à 1976 (Assemblée législative du Québec de 1956 à 1968) pour la circonscription de Hull. Avec 20 ans à l'Assemblée, Parent est le député ayant été le plus longtemps en fonction pour la circonscription de Hull.

## Biographie
Oswald Parent meurt le 4 juillet 2011 à l'hôpital général d'Ottawa, des suites d'un cancer généralisé.